# 健康元
 健康元药业集團股份有限公司，簡稱為「健康元」（上交所：600380）。
1992年，由民營企業家朱保國先生創立位於廣東省深圳市當時以爱迷尔食品公司，1994年，深圳爱迷尔食品有限公司更名为深圳太太保健食品有限公司。
1995年，成功推出「太太口服液」品牌，1997年于深圳市高新技术产业园区北区的太太药业生产中心竣工投产。同年4月 本集團斥巨资2.8亿收购深圳市第三大药厂深圳海滨制药有限公司，此举被称为“新中国建国以来医药行业最大现金收购案例”。同年11月，美国最大的投资银行美林集团投资2000万美元入股太太药业。
1999年11月，公司完成股份制改造，变更为深圳太太药业股份有限公司。2001年6月，本公司發行7000万A股在上交所挂牌上市，募集资金17亿。
2002年3月，太太药业与香港天诚公司合并完成收购健康药业（中国）有限公司100%股权及鹰牌商标的注册商标所有权。同年开始参股丽珠医药集团股份有限公司，截止5月9日太太药业及其控股子公司合并持有丽珠集团21.32% 股份，成为丽珠集团第一大股东。
2003年8月与济南东风制药厂等合作成立山东健康药业有限公司，2005年2月收购丽珠集团所有法人股，进一步稳固对丽珠集团的控股权 。
2020年6月24日，证监会在官网披露，依法对汪耀元、汪琤琤父女内幕交易“健康元”股票案作出行政处罚，罚没款合计36亿余元，刷新了A股涉及单只股票的行政罚单纪录。证监会史上最大罚单是2018年对厦门北八道集团开出的55亿元，这起案件中共涉及三只股票。